# Olszówka (województwo dolnośląskie)
Olszówka – wieś w Polsce, położona w województwie dolnośląskim, w powiecie oleśnickim, w gminie Twardogóra.
| SIMC    | Nazwa        | Rodzaj     |
| ------- | ------------ | ---------- |
| 0882098 | Gola Mała    | przysiółek |
| 0882106 | Trzy Chałupy | przysiółek |

W latach 1975–1998 wieś położona była w województwie wrocławskim.